# O (singolo Omarion)
O è il singolo di debutto dell'artista R&B Omarion.
Si è piazzato alla posizione n.27 delle charts statunitensi, mentre in Regno Unito non è arrivato oltre la 47ª posizione.

## Tracce

### UK

#### CD 1
1. O (ALBUM VERSION)
2. O (JIGGY JOINT REMIX)

#### CD 2
1. O (ALBUM VERSION)
2. O (JIGGY JOINT REMIX)
3. O (Urban Clean Remix) (feat. Ray Cash)
4. O (VIDEO)